# غوستاف سيمون (سياسي)
غوستاف سيمون (بالألمانية: Gustav Simon) هو سياسي ألماني، ولد في 2 أغسطس 1900 في ساربروكن في ألمانيا، وتوفي في 18 ديسمبر 1945 في بادربورن في ألمانيا بسبب شنق. نشط حزبياً في الحزب النازي. وقد انتخب عضو مجلس النواب الألماني من ألمانيا النازية وانتخب عضو مجلس النواب الألماني للجمهورية فايمار.

## روابط خارجية
- غوستاف سيمون على موقع مونزينجر (الألمانية)